# Gare de Berre
La gare de Berre est une gare ferroviaire française de la ligne de Paris-Lyon à Marseille-Saint-Charles, située sur le territoire de la commune de Berre-l'Étang, dans le département des Bouches-du-Rhône en Provence-Alpes-Côte d'Azur. 
Mise en service en 1847 par la Compagnie du chemin de fer de Marseille à Avignon, elle est fermée en 2013 au service des voyageurs par la Société nationale des chemins de fer français (SNCF).
Elle est ouverte au trafic de fret.

## Situation ferroviaire
Établie à 15 mètres d'altitude, la gare de Berre est située au point kilométrique (PK) 828,609 de la ligne de Paris-Lyon à Marseille-Saint-Charles, entre les gares de Saint-Chamas et Rognac.
La gare est voisine du site pétrochimique de Berre, qui est embranché sur la ligne ferroviaire en amont et en aval de la gare.

## Histoire
La station de Berre est mise en service le 5 novembre 1847, par la Compagnie du chemin de fer de Marseille à Avignon, lorsqu'elle ouvre à l'exploitation le tronçon de Saint-Chamas à Pas-des-Lanciers. Établie près du viaduc de l'Arc, elle se trouve à plus de deux kilomètres du village. Son bâtiment était encore en construction au mois de juin.

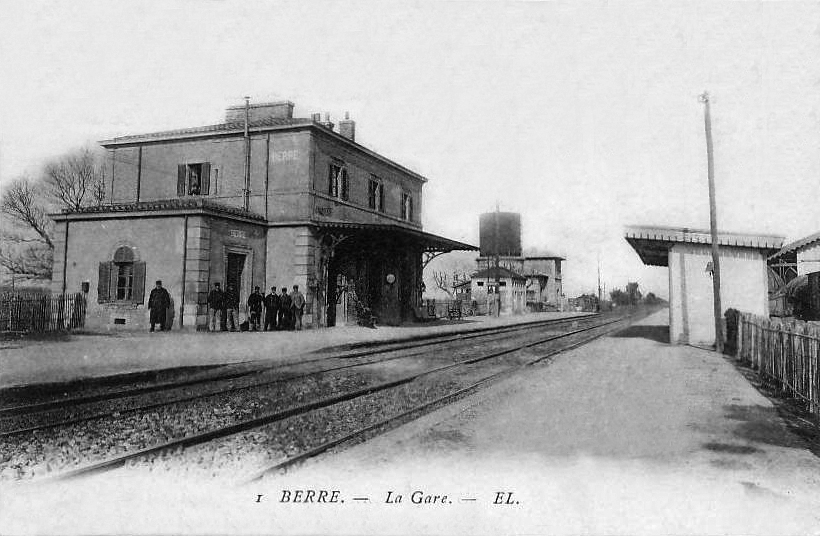
La gare vers 1900.

La « gare de Berre » figure dans la nomenclature 1911 des gares, stations et haltes, de la Compagnie des chemins de fer de Paris à Lyon et à la Méditerranée (PLM). Elle porte le no 27 de la ligne de Paris à Marseille et à Vintimille. C'est une gare, pouvant recevoir et expédier des dépêches privées, qui dispose des services complets, de la grande vitesse (GV) et de la petite vitesse (PV).
Au début des années 2010, Berre est devenue une halte voyageurs desservie par des trains  TER Provence-Alpes-Côte d'Azur de la ligne 07 Marseille-Miramas (via Port de Bouc et Rognac).
La gare est fermée au service des voyageurs le 15 septembre 2013.

## Service des voyageurs
La gare est fermée au service des voyageurs.

## Service des marchandises
Elle est ouverte au trafic de fret uniquement sur installations terminales embranchées mais un accord permet une « desserte en trafic wagon isolé ».